# Gullfjellet

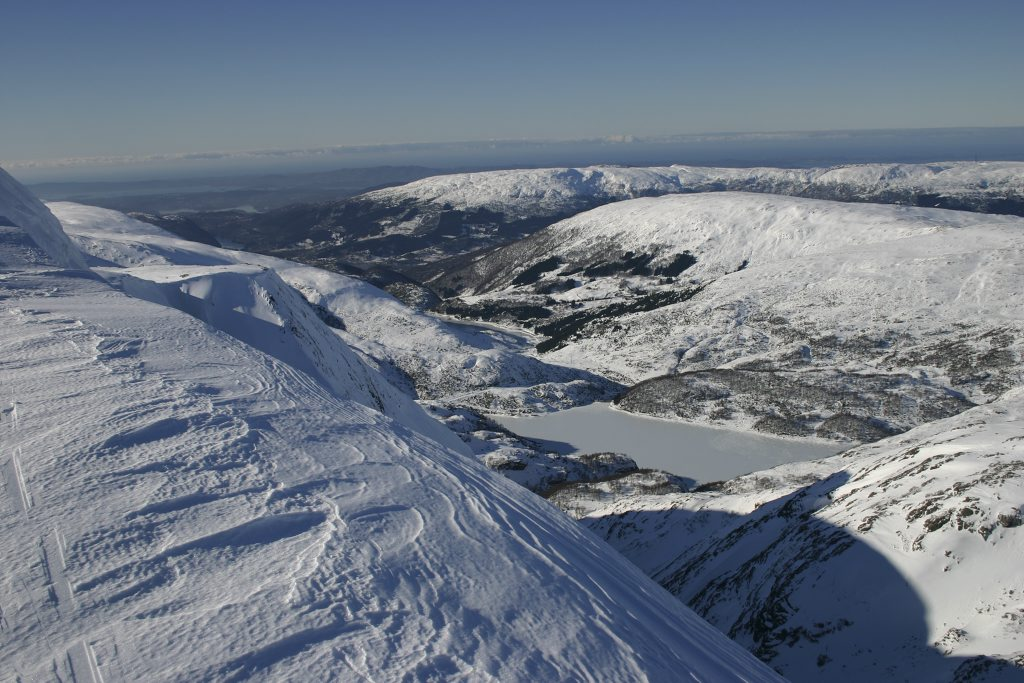
Vista de Gullfjellet

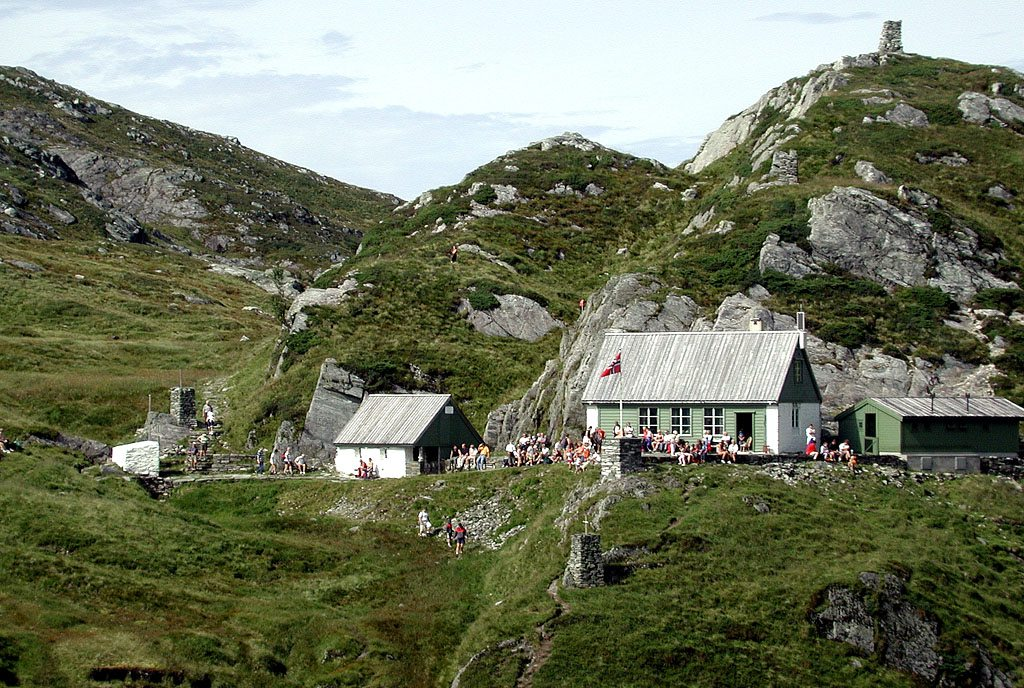
Redningshytten a Gullfjellet

Gullfjellet ('Muntanya d'or', 987 metres per sobre el nivell del mar), també anomenada Gulfjellet, és la muntanya més alta del municipi de Bergen a la Noruega occidental. Està situada a la frontera entre Bergen i Samnanger, al comtat d'Hordaland. El nom "Gul" és un nom antic per a designar un vent fort, així que el nom antic -Gulfjellet- vol dir 'la muntanya del fort vent'.
Per la seva importància com a atracció de senderisme, i per les condicions meteorològiques adverses, s'han col·locat multitud de fites grans ("Varderekka") per guiar els muntanyencs d'ambdós costats de la muntanya.
Svartavatnet està situat a 400 metres a l'oest de la muntanya.